# Jarra Central
Il distretto di Jarra Central è un distretto del Gambia nella Divisione del Lower River con 6.494 abitanti al censimento del 2003.

## Società

### Evoluzione demografica
In base ai dati del censimento 1993 la popolazione del distretto era così suddivisa dal punto di vista etnico:
| Etnia       | Abitanti | %     |
| ----------- | -------- | ----- |
| Mandingo    | 2.079    | 38,15 |
| Fulani      | 1.796    | 32,96 |
| Wolof       | 18       | 0,33  |
| Jola        | 23       | 0,42  |
| Serahule    | 1.158    | 21,25 |
| Altre etnie | 375      | 6,88  |